# Volteio (hipismo)
Volteio Artístico é uma modalidade equestre definida como ginástica sobre um cavalo em movimento. Durante a Idade Média, foi utilizada no treinamento militar, como forma de desenvolver o equilíbrio de cavaleiros, que em combate utilizavam as duas mãos para carregar escudo e espada.
Provas de volteio foram disputadas nos Jogos Olímpicos de Verão de 1920, mas, assim como a grande maioria das modalidades equestres, com exceção de Adestramento e Salto, o volteio já não faz parte dos Jogos Olímpicos por uma questão de custos. Os esportes equestres tem seus próprios jogos, chamados Jogos Equestres Mundiais, realizados a cada 4 anos. Os JEM, ou WEG, são considerados os mais importantes eventos do esporte e contam com participantes do mundo inteiro. Além disso, também de 4 em 4 anos acontecem os Campeonatos Mundiais de Volteio, também muito importantes.

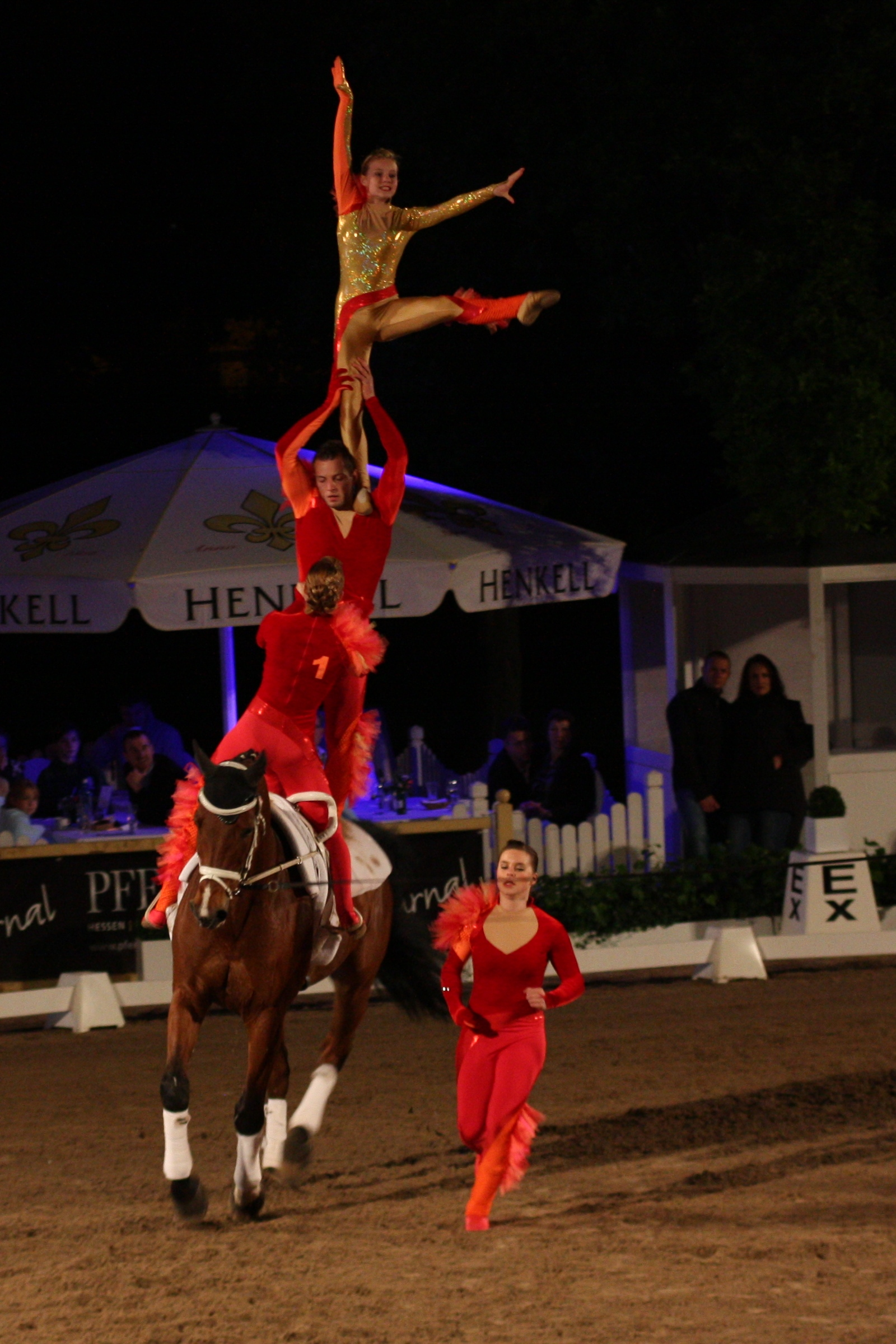
Esta imagem mostra a série livre da equipe alemã Ingelsberg durante uma competição em Wiesbaden, também na Alemanha, em 2013.
Esta equipe, com a mesma formação básica, participou de diversos campeonatos mundiais, sendo consagrada campeã mundial em 2000, 2004 e 2008.

## Exercícios
Uma apresentação de volteio é composta de exercícios livres e exercícios obrigatórios. 

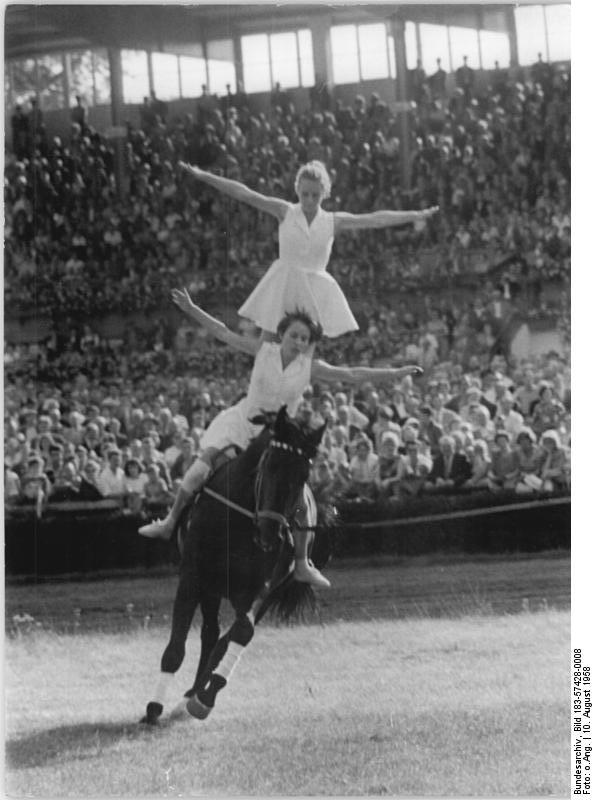
Esta imagem mostra os primórdios do volteio contemporâneo.

### Obrigatórios
Os exercícios obrigatórios são exercícios básicos e eminentemente individuais, que avaliam as habilidades específicas do atleta em cada nível. Contam como parte dos exercícios livres a subida e a descida do cavalo, além da forma como os exercícios em si são executados. 
Nas competições individuais internacionais também há a apresentações do chamado Teste Técnico, uma série de exercícios que inclui elementos obrigatórios e livres em ritmo de série livre.

### Exercícios Livres
A apresentação livre é uma série de exercícios justapostos avaliados segundo sua execução, a forma como são executados, dificuldade, e evolução, que diz respeito à composição da série, ajustamento com a música, criatividade entre outros critérios.

### Apresentação de equipe
Uma equipe de volteio é composta por até oito atletas, sendo um reserva e sete titulares. Durante os obrigatórios cada um realiza os mesmos exercícios individualmente em sequência, passando então para o próximo atleta da equipe sem um intervalo, o objetivo é que a apresentação seja homogênea e que a equipe apresente um ritmo e nível global formando uma unidade. 
Na apresentação livre a equipe propõe exercícios que contam com até três atletas sobre o dorso do cavalo ao mesmo tempo, todos os atletas participam da sequência e o cavalo não pode ficar vazio em momento algum. A apresentação pode ter um tema, mas isto não é compulsório, e tem um tempo máximo de duração.
Os atletas numa equipe se distinguem entre Flyers, Bases e Médios. Os Flyers são indivíduos de pequeno porte que costumam ser carregados e fazer movimentos acrobáticos no ar, sem o contato direto com o cavalo. Os Bases são os atletas que sustentam o movimento, e dão sustento para o flyer. Já o Médio é um atleta de porte intermediário que pode exercer as duas funções em figuras de transição ou fazer movimentos em dupla, dependendo da composição da equipe. Uma Média pode também dar sustentação para a Base em um movimento em trio.

## Competições
Volteio é dividido em diferentes categorias e sub-categorias, sendo que estas são diferentes nas competições nacionais 

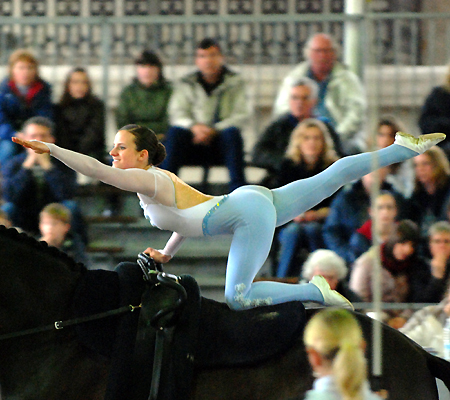
A atleta alemã Simone Wiegle mostra outro exercício obrigatório: o estandarte. Neste caso muito bem executado, o objetivo é fazer um arco que comece na ponta do pé e acabe na ponta dos dedos da mão.

e nas internacionais. No Brasil compete-se no volteio nas categorias: Equipe, Individual e Pas des Deux (duplas). Os atletas são divididos em de acordo com suas habilidades em diversos níveis: sendo A o mais alto e E o mais baixo. A competição dos níveis A, B e C são feitas inteiramente ao galope, enquanto nos níveis D e E partes são feitas ao passo. 
Nas competições internacionais as categorias são as mesmas, mas os níveis são classificados de outra forma: Só existem competições internacionais para níveis que executam suas performances inteiramente ao galope. Mas há uma divisão entre atletas mais ou menos fortes.  
Nesse esporte o campeonato mundial acontece a cada dois anos, sendo uma edição exclusiva do volteio artístico e uma edição dos jogos equestres mundiais, que reúne as mais diversas modalidades equestres, como o Salto, o Adestramento, o Concurso Completo e Rédeas.  
Por muitos anos, as grandes potências no esporte eram a Alemanha e a Suíça, recentemente a Áustria e os Estados Unidos apareceram como potências nas grandes competições.   

## Volteio no Brasil
O volteio está presente no Brasil há mais de 30 anos. Seu pico de desenvolvimento ocorreu entre 2005 e 2010 quando o país contava com cerca de 300 atletas ativos e inscritos na Confederação Brasileira de Hipismo.  No estado de São Paulo o volteio é praticado no Clube Hipico de Santo Amaro, Clube de Campo de São Paulo, Hípica Paulista, Manége Alphaville,  Sociedade Hípica de Campinas e na ESALQ em Piracicaba. No Rio de Janeiro é praticado unicamente na Centauro Equitação, na Barra da Tijuca e também na unidade Itaguaí-RJ. O volteio também é praticado no exército, para obter um harmonia e respeito maior com o cavalo, além de melhorar a postura. O esporte parte do princípio de usar o impulso do cavalo ao seu favor criando uma harmonia e ressonância com o mesmo.

### Equipe
Em 2002 a equipe brasileira, treinada pelo técnico argentino Fabian Guida, conseguiu pela primeira vez se classificar para uma final de um campeonato mundial, terminando os Jogos Equestres Mundiais de Jerez de la Frontera com a 9ª colocação. 
Em 2006, a equipe, desta vez sob a direção de Priscila Botton, conseguiu mais um feito inédito, terminando com a oitava colocação os Jogos Equestres de Aachen, na Alemanha.
Em 2008, ainda com a mesma treinadora, conseguimos mais uma evolução importante, e obtivemos uma 7ª colocação no Campeonato Mundial que aconteceu na República Checa.
O melhor resultado obtido por uma equipe brasileira veio em 2010, com a sexta colocação nos Jogos Equestres Mundiais de Kentucky. Nesta edição dos jogos, a equipe mostrou um volteio consistente e recebeu diversos elogios. Este foi o último resultado de expressão internacional pela equipe brasileira.
Na atualidade não é mais um esporte praticado em alto nível no Brasil, e não possui mais equipes aptas a competir internacionalmente com expressividade. Em 2013, não teve nenhum competidor em nível C, B ou A, representando um retrocesso para o esporte do país causado por políticas e disputas internas. 
Desde 2010 a Equipe Brasileira de Volteio vem sendo assessorada pelo francês Mathias Lang, campeão mundial em 2000 e 2002. No campeonato mundial de 2012, após seguidas quedas, a equipe acabou com a última colocação.
Em 2014 a Equipe Brasileira de Volteio não fez boa participação nos Jogos Equestres Mundials em Caen, na Normandia. Pela primeira vez em 12 anos a equipe ficou fora das finais. Apesar de uma boa apresentação de exercícios livres, a equipe ficou em 15º lugar nos exercícios obrigatórios e não conseguiu se classificar entre as 12 melhores equipes da primeira fase, ficando de fora dos últimos dias de apresentação.

### Individual
Individualmente o país já foi representado por diversos atletas internacionalmente. Flávia Themudo Guida obteve a melhor colocação por parte das mulheres, consagrando-se 14ª melhor atleta do mundo em 2002, numa competição com mais de 30 pessoas. Por parte dos homens, Nicolas Martinez obteve a 11ª colocação no campeonato mundial de 2008.

### Duplas

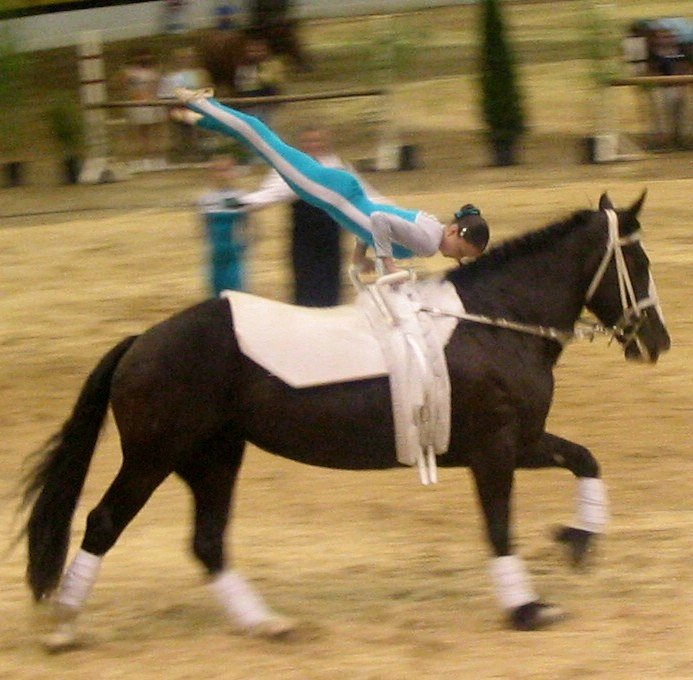
Atleta realizando uma impulsão, exercício de caráter livre. O objetivo do exercício é atingir uma parada de mãos, portanto o exercício da foto receberia uma nota de valor 7.

O Brasil nunca teve uma participação expressiva em campeonatos internacionais na categoria.

## Volteio no Mundo
Os atletas com mais vitórias em campeonatos mundiais de volteio são Nádia Zülow (4 vitórias) e Christoph Lensing (6 vitórias), ambos de nacionalidade alemã. 
A americana Megan Benjamin Guimarin foi a primeira mulher não alemã a conquistar um campeonato mundial individual, em 2006 nos Jogos Equestres Mundiais. 
Entre os homens, sempre houve um pouco mais de equilíbrio e em 1998, Devon Maitozo foi o primeiro não europeu a obter o primeiro lugar no pódio.

### Volteio na Alemanha
Na Alemanha o esporte conta com mais de 100.000 atletas. Mas, de forma geral, a maior parte das vitórias se concentra em alguns poucos clubes.
Historicamente o principal clube de volteio alemão é Neuss Grimilinghausen, que representou o país durante toda a década de 90. Mas os anos 2000 trouxeram outros grandes nomes, como a equipe de Ingelsberg, campeã mundial em 2008, 2004 e 2000. Outra equipe que produziu grandes atletas é a equipe de Köln que, apesar de nunca ter representado o país diretamente, conseguiu grandes resultados em individuais e Pas des Deux, por exemplo e teve como principal representante Kai Vorberg, 2 vezes campeão mundial.
Não nos faltam exemplos de individuais de sucesso na Alemanha. Para citar alguns, Christoph Lensing foi um dos maiores volteadores de todos os tempos. Nicola Ströh é outra atleta pouco citada, mas que conquistou dois campeonatos mundiais. Nadia Zülow é sem dúvida a maior volteadora que a história já produziu e até hoje se consagra como a mulher que mais vezes venceu mundiais e se mantém uma inspiração para atletas do mundo inteiro.
Atualmente, a Alemanha tem diversos atletas jovens, mas promissores. Podemos citar os Irmãos Brüsewitz (Viktor e Thomas) que inventaram um jeito criativo de praticar o esporte, Erik Oese é outro atleta que conseguiu um impressionante resultado nos Jogos Equestres Mundiais em 2014, terminando com a terceira colocação. 

### Volteio na Suíça
Assim como ocorreu na Alemanha, durante a década de 90 a Suíça foi representada por apenas uma equipe: St Gallen. Desde 2008, porém, a equipe nacional vem sendo a equipe de Lütisburg, que tem como característica apresentações energéticas e impecáveis.
Além disso, a Suíça teve diversos individuais que conquistaram grandes campeonatos. Podemos citar Patric Looser, que conquistou o mundial em 2010 quando este foi realizado em Kentucky, nos Estados Unidos. Looser já vinha há algum tempo treinando em Köln, na Alemanha, e hoje é o treinador dos volteadores do clube.
Além disso, podemos citar também Simone Jäiser, que ficou com um terceiro lugar no mundial em 2014 e Marion Graf como exemplos de volteadoras suíças.

### Volteio na Áustria
A Áustria costuma aparecer como terceira potência no volteio mundial e contribuiu bastante para compor aquilo que hoje conhecemos como volteio moderno, caracterizado por movimentos cada vez mais ousados e temas extravagantes. Os austríacos sempre colaboram com apresentações temáticas e bastante expressivas. Dois times que são símbolo desta nova geração de austríacos são a equipe de VG Pill TU Schwaz, que atualmente tem trazido contribuições para as apresentações em duplas com Lukas Wacha e Jasmin Lindner, e a equipe de Wildegg que fez uma aparição bombástica no mundial de 2006, mudando para sempre aquilo que entendemos por volteio artístico, ao propor movimentos novos ao som de Cirque du Soleil.
Por parte dos individuais, Sissi Jarz foi uma das mais talentosas atletas que apareceram na última década, mas não conseguiu conquistar o campeonato  mundial em 2008, sendo desbancada por Nicola Ströh.

### Resto do Mundo
Além disso, outros países tem aparecido na cena internacional. O francês Mathias Lang e o americano Devon Maitozo foram importantes nesta descentralização, não apenas por suas vitórias, mas também pelo papel que desempenharam em difundir o esporte em seus países, trazendo importantes resultados: Os franceses abrigaram o Campeonato Mundial e Europeu em 2012 e 2011 e obtiveram bons resultados com Nicolas Andreani e Jacques Ferrari, dois nomes muito fortes do esporte na atualidade. Já Devon Maitozo tem trazido grandes resultados com sua equipe a FACE (Free Artists Creative Equestrians) que representou o país em 2000, 2006, 2008 e 2010, obtendo medalhas nas três edições mais recentes.
Abaixo um quadro com os vencedores de todas as edições de Campeonatos Mundiais, Jogos Equestres e Campeonatos Europeus, vale colocar como adendo que em 2012 Lukas Wacha e Jasmin Lindner venceram a competição em duplas que não ocorreu em edições anteriores.
| Ano                           | Local                | Mulheres                        | Homens                         | Equipes                         | Pas des Deux                           |
| Campeonato Europeu 2015       | Aachen               |                                 |                                |                                 |                                        |
| Jogos Equestres 2014          | Basse-Normandie      | Joanne Eccles (Reino Unido)     | Jacques Ferrari (França)       | Alemanha (Neuss-Grimlinghausen) | Jasmin Lindner e Lukas Wacha (Austria) |
| Campeonato Europeu 2013       | Ebreichsdorf         | Rikke Laumann (Dinamarca)       | Jacques Ferrari (França)       | Alemanha (Neuss-Grimlinghausen) | Jasmin Lindner e Lukas Wacha (Austria) |
| Campeonato Mundial 2012       | Le Mans              | Joanne Eccles (Reino Unido)     | Nicolas Andreani (França)      | Suíça (Lütisburg)               | Jasmin Lindner e Lukas Wacha (Austria) |
| Campeonato Europeu 2011       | Le Mans              | Joanne Eccles (Reino Unido)     | Patric Looser (Suíça)          | Alemanha (Neuss-Grimlinghausen) | x                                      |
| Jogos Equestres 2010          | Lexington            | Joanne Eccles (Reino Unido)     | Patric Looser (Suíça)          | Estados Unidos (F.A.C.E)        | x                                      |
| Campeonato Europeu 2009       | Malmö                | Joanne Eccles (Reino Unido)     | Nicolas Andreani (França)      | Áustria (VG Pill TU Schwaz)     | x                                      |
| Campeonato Mundial 2008       | Brünn                | Nicola Ströh (Alemanha)         | Petr Eim (República Checa)     | Alemanha (Ingelsberg)           | x                                      |
| Campeonato Europeu 2007       | Kaposvár             | Sissi Jarz (Áustria)            | Kai Vorberg (Alemanha)         | Alemanha (Ingelsberg)           | x                                      |
| Jogos Equestres Mundiais 2006 | Aachen               | Megan Benjamin (Estados Unidos) | Kai Vorberg (Alemanha)         | Alemanha (Neuss-Grimlinghausen) | x                                      |
| Campeonato Europeu 2005       | Verolanuova          | Anja Barwig (Alemanha)          | Kai Vorberg (Alemanha)         | Eslováquia (Soup Sala)          | x                                      |
| Campeonato Mundial 2004       | Stadl-Paura          | Nicola Ströh (Alemanha)         | Kai Vorberg (Alemanha)         | Alemanha (Ingelsberg)           | x                                      |
| Campeonato Europeu 2003       | Saumur               | Nadia Zülow (Alemanha)          | Matthias Lang (França)         | Alemanha (Mainz-Laubenheim)     | x                                      |
| Jogos Equestres Mundiais 2002 | Jerez de la Frontera | Nadia Zülow (Alemanha)          | Matthias Lang (França)         | Alemanha (Mainz-Laubenheim)     | x                                      |
| Campeonato Europeu 2001       | Poznan               | Nadia Zülow (Alemanha)          | Matthias Lang (França)         | Suíça (St Gallen)               | x                                      |
| Campeonato Mundial 2000       | Mannheim             | Nadia Zülow (Alemanha)          | Matthias Lang (França)         | Alemanha (Ingelsberg)           | x                                      |
| Campeonato Europeu 1999       | Nitra                | Nadia Zülow (Alemanha))         | Gero Meyer (Alemanha)          | Suíça (St Gallen)               | x                                      |
| Jogos Equestres Mundiais 1998 | Rom                  | Nadia Zülow (Alemanha)          | Devon Maitozo (Estados Unidos) | Alemanha (Neuss-Grimlinghausen) | x                                      |
| Campeonato Europeu 1997       | Aachen               | Tanja Benedetto (Alemanha)      | Philipp Lehner (Alemanha)      | Alemanha (Neuss-Grimlinghausen) | x                                      |
| Campeonato Mundial 1996       | Kaposvár             | Tanja Benedetto (Alemanha)      | Christoph Lensing (Alemanha)   | Alemanha (Neuss-Grimlinghausen) | x                                      |
| Campeonato Europeu 1995       | Saumur               | Tanja Benedetto (Alemanha)      | Christoph Lensing (Alemanha)   | Alemanha (Neuss-Grimlinghausen) | x                                      |
| Jogos Equestres Mundiais 1994 | Den Haag             | Tanja Benedetto (Alemanha)      | Thomas Fiskbæk (Dinamarca)     | Suíça (St Gallen)               | x                                      |
| Campeonato Europeu 1993       | Den Haag             | Barbara Strobel (Alemanha)      | Christoph Lensing (Alemanha)   | Suíça (St Gallen)               | x                                      |
| Campeonato Mundial 1992       | Heilbronn            | Barbara Strobel (Alemanha)      | Christoph Lensing (Alemanha)   | Alemanha (Neuss-Grimlinghausen) | x                                      |
| Campeonato Europeu 1991       | Bern                 | Silke Michelberger (Alemanha)   | Thomas Föcking (Alemanha)      | Suíça (St Gallen)               | x                                      |
| Jogos Equestres Mundiais1990  | Stockholm            | Silke Bernhard (Alemanha)       | Michael Lehner (Alemanha)      | Suíça (St Gallen)               | x                                      |
| Campeonato Europeu 1989       | Drzonków             | Silke Bernhard (Alemanha)       | Christoph Lensing (Alemanha)   | Suíça (St Gallen)               | x                                      |
| Campeonato Mundial 1988       | Ebreichsdorf         | Silke Bernhard (Alemanha)       | Christoph Lensing (Alemanha)   | Suíça (St Gallen)               | x                                      |
| Campeonato Europeu 1987       | Paris                | Silke Bernhard (Alemanha)       | Michael Lehner (Alemanha)      | Alemanha (Neuss-Grimlinghausen) | x                                      |
| Campeonato Mundial 1986       | Bulle                | Silke Bernhard (Alemanha)       | Dietmar Otto (Alemanha)        | Alemanha (Neuss-Grimlinghausen) | x                                      |
| Campeonato Europeu 1985       | Schenefeld           | Christina Hahn (Alemanha)       | Dietmar Otto (Alemanha)        | Alemanha (Neuss-Grimlinghausen) | x                                      |
| Campeonato Europeu 1984       | Ebreichsdorf         | Sabine Müller (Alemanha)        | Dietmar Otto (Alemanha)        | Alemanha (Neuss-Grimlinghausen) | x                                      |
| OS 1920                       | Antwerpen            | X                               | Jos Bouckaert                  | Belgien                         | x                                      |

| 1. 2. - «O Volteio e a Ginástica, Ginásticas.com por Denis R. Patrocinio.» - «A graça e nobreza do PSL no Volteio Eqüestre encanta!, ABPSL - Associação Brasileira de Criadores do Cavalo Puro Sangue Lusitano.» | |
| Ícone de esboço | Este artigo sobre cavalos, integrado no Projeto Mamíferos é um esboço. Você pode ajudar a Wikipédia expandindo-o. |

| Ícone de esboço | Este artigo sobre cavalos, integrado no Projeto Mamíferos é um esboço. Você pode ajudar a Wikipédia expandindo-o. |

| 1. 2. - «O Volteio e a Ginástica, Ginásticas.com por Denis R. Patrocinio.» - «A graça e nobreza do PSL no Volteio Eqüestre encanta!, ABPSL - Associação Brasileira de Criadores do Cavalo Puro Sangue Lusitano.» | |
| Ícone de esboço | Este artigo sobre cavalos, integrado no Projeto Mamíferos é um esboço. Você pode ajudar a Wikipédia expandindo-o. |

| Ícone de esboço | Este artigo sobre cavalos, integrado no Projeto Mamíferos é um esboço. Você pode ajudar a Wikipédia expandindo-o. |